# 名字
名字または苗字（みょうじ、英語: surname）は、日本の家（家系、家族）の名のこと。法律上は氏（民法750条、790条など）、通俗的には姓（せい）ともいう。

## 概要
日本の名字は、元来「名字（なあざな）」と呼ばれ、中国から日本に入ってきた「字（あざな）」の一種であったと思われる。公卿などは早くから邸宅のある地名を称号としていたが、これが公家・武家における名字として発展していった。近世以降、「苗字」と書くようになったが、戦後は当用漢字で「苗」の読みに「ミョウ」が加えられなかったため再び「名字」と書くのが一般になった。以下の文では表記を統一するため固有名、法令名、書籍名を除き「名字」と記載する。
「名字」と「姓」又は「氏」はかつては異なるものであった。たとえば清和源氏新田氏流を自称した徳川家康の場合は、「徳川次郎三郎源朝臣家康」あるいは「源朝臣徳川次郎三郎家康」となり、「徳川」が「名字」、「次郎三郎」が「通称」、「源」が「氏（うじ）」ないし「姓（本姓）」、「朝臣」が「姓（カバネ）」（古代に存在した家の家格）、「家康」が「諱（いみな）」（本名、実名）となる。源は名字ではなく姓のため、読みはみなもと-の-あそんというように、間にのが入る。
日本の名字の数は、たとえば「斎藤」と「斉藤」を別としてカウントし、「河野」を「こうの」と「かわの」で区別して別にカウントするなどという方法をとれば、一説には20万種にも達するなどとも言われるが、20万種は多すぎる、実際には10万種ほどという意見もあり、正確な推定は難しい。しかし世界の家族名に見れば多いほうであることは事実である。これほど名字が増えた要因として、日本人は他国・他地域と比べて「同族」という意識よりも「家」の意識を重要視し、同族であってもあえて名字を変えて「家」を明確にしたり、地名を用いて「家」を明らかにしたからと考えられる。
また明治新政府が、国民に名字を持つことを義務付け、その結果庶民はもともと通称としていた名字を正式に名乗り出した例の他に、新たな名字を名乗った例もあり、明治時代に一気に名字の数が増えた、という意見がある。一説によると、幕末期と明治期を比べると、一気に数倍に増えたという。これに対し、中国や韓国では一文字姓が原則とされているので種類が少なく、特に韓国では約280種類しかない。
日本人の名字の由来は、様々な分類法があるが、次のように分類することもできる。
- 地名に由来[1]

渡辺、高橋、佐々木、石川、長谷川、三浦、千葉など
- 地形・風景に由来[1]

山本、山田、森、池田など
- 方位・位置関係に由来[1]

東、西、北、南、喜多、辰巳、乾など
- 職業に由来[1]

服部、鍛冶、庄司、東海林、犬飼、鵜飼、公文など
- 藤原氏に由来[1]（ただしその多くは藤原氏と血縁的関係にないと考えられる[2]）

佐藤、伊藤、安藤、加藤など

## 江戸時代までの名字

### 公家の名字
もともと古代の姓（かばね）は氏族を示した氏に対し、天皇との関係でその位階・序列を示すものとして天皇から賜姓により与えられた。蘇我大臣稲目や物部大連尾輿は蘇我・物部が氏で、大臣・大連が姓である。しかし、ときに整理されたものの恩賜により姓の種類が増え、様々な制度変更さらに詐称も起こる内に、まず氏と姓の区別が消えていく。賜姓があらたな氏+姓の形でなされたり、さらには中臣鎌足は藤原という氏の名を賜姓されている（当時、後代によく称された藤原朝臣の朝臣という姓はまだなかった。）。
古代の氏族制度が律令制へ移行し、古代の姓（かばね）は一族の長の世襲の位階を示すものでなくなり、氏の名が姓（せい）として扱われるようになっていく。さらに後には、氏族格式そのものよりもその本人が属する家系や家格の方が重要になり、従来の氏の中でもその家を区別する必要が現れた。たとえば、同じ藤原氏でも藤原南家・藤原北家・藤原式家・藤原京家の藤原北家の中でも道長・頼通流とそれ以外といった様に同じ氏の中でも格の違いが現れている。
そのため、その家を現すためにその出身地を付けたのが名字の始まりと言われている。平安時代の貴族は母親の邸宅で育つため、その母方の邸宅のある地名などを名字につけた。貴族の初期の名字は一代限りのもので、号といい家名を現すものではなかったが、平安時代後期から妻取婚へと大きく変わり、父子別々だった称号が父から子へ孫へと代々受け継がれ、その家系を示す様になり家名となった（近衛家、九条家、西園寺家など）とされる。京の邸宅のある地名を用いる場合、山荘・荘園のある所領の名を用いる場合があった。この家名が武家社会以降の公家の名字となり、明治維新以降も受け継がれる。

### 武士の名字
平安時代後期になると律令制が崩壊し、荘園の管理や自ら開拓した土地や財産を守るために武装集団である武士が出現する。武士をはじめとする荘園領主層は自らの支配している土地の所有権を主張するために自分の所有する名田と呼ばれる土地（本貫地）（名 - みょう）の地名にちなんだ字（あざな）が名字であり、それを代々継承したとする（名田と名字における「名」という言葉の関連性については諸説ある）。また荘官であれば荘園の名称を、郡司であれば郡の名称を名字とする者も現れた。また、藤原氏の隆盛に伴い、区別のために、例えば加賀の国に拠を構えた藤原氏の者が「加藤」、伊賀の国に拠を構えた藤原氏の者が「伊藤」、あるいは官職「左衛門尉」であったか下野国佐野に拠を構えた藤原氏の者が「佐藤」という風に平安後期の頃までに名乗るようになったともいう。
鎌倉時代になると武士の所領が拡大し、大きな武家になると全国各地に複数の所領を持つようになった。鎌倉時代の武家は分割相続が多かったため、庶子が本家以外の所領を相続すれば、その相続した所領を名字として名乗るようになる。またさらなる土地の開墾によって居住域が増え、新たな開墾地の地名を名字とし、ますます武士が名乗る名字の数は増大していった。ただし、注意すべきは、名字は異なろうとも姓（本姓）は同じということである。
例えば、新田義貞の弟は脇屋義助だが、姓（本姓）で言えばどちらも源姓であり、源義貞、源義助である。新田という名字は、源義家（八幡太郎義家。八幡太郎とは義家の通称）の四男の源義国（足利式部大夫義国。足利は義国の母方の里の地名、式部大夫は役職）の長男の源義重が、新田荘を開墾し、そこを所領とし、藤原忠雅に寄進して荘官に任命されたことから新田荘の荘名を名字にしたことに始まる。義助は兄の義貞が相続した嫡宗家から独立して新田荘内の脇屋郷を分割相続して住んだことから、脇屋を自己の名字とし、脇屋義助と名乗った。ただし、新田氏は源頼朝から門葉として認められなかったため、鎌倉時代には幕府の文書に「源○○」と署名、記載されることはなかった。
この頃の名字は家名としての性格が弱く、いわゆる北条泰時は江間太郎を称した後、父の相模守就任後は「相模太郎」（相模守の嫡男の意）を称し、任官後はもっぱら官名で呼ばれており、「相模修理亮泰時」と称することはあっても実際に北条（條）の名字で呼称された事実は無い。北条時宗も同様であり、実際に北条の名字を名乗った北条氏は少数派である。三浦氏も同じ。これを重視する見地からは、当時の「北条」や「三浦」は居住地を表すものに過ぎず家名としての名字ではない、南北朝時代以降嫡子単独相続が主流となり、ほかの兄弟が改称せず配下としてとどまるようになったことで、単独相続を前提とした家産が成立すると、父から嫡男へと家産を継承する永続性を持った「家」が出現することになる。永続する家は個々人から独立した組織体であり、そのような組織体を指し示す呼称を家名として「苗字」が成立したと説明されている。
そして、室町時代から江戸時代になると、本来の氏である本姓は、もっぱら朝廷から官位を貰うときなどに使用が限られるようになり、そのような機会を持たない一般の武士は、本姓を意識することは少なくなった。事実、江戸幕府の編纂した系図集を見ると、旗本クラスでも本姓不明の家が散見される。一方で、一般の人であっても朝廷に仕えるときは、適切な本姓を名乗るものとされ、わからない場合はよく知られた源・平・藤原・橘の４つの中から大体選ばれることになり、これらは四姓と呼ばれた。また、一部の学者等が趣味的、擬古的に名乗ることもあった。
名字は、本姓と違って天皇から下賜される公的なものではなく、近代まで自ら名乗ることが可能だった。家人も自分の住む土地を名字として名乗ったり、ある者は恩賞として主人から名字を賜ったりもした。また、改名自体がよく見られた当時、西郷隆盛が一時大島姓に改姓したことがあるように、姓自体から変えることも往々にしてあった。また、就く職務や仕事によって同時に複数の名を持つこともあった。とはいえ、武士の場合、藩庁に届け出るものであり、変わることがあるというだけで現在の本名とほぼ同じ感覚であったとも考えられる。
公家・武士ともども、名字の下に直接接続するのは通称であり、諱を直接つなげる場合は、姓（本姓）に対してが通常であった。諱は戦場での名乗りや正式な文書の署名で仮名または百官名を併記して使うが、仮名は百官名を得るまでの仮（臨時）の通称であるため、百官名とは両立せず、（擬似を含む）官名も通称の一種として人名の重要要素であった（羽柴「藤吉郎」から羽柴「筑前守」に改名したのであり、羽柴藤吉郎が豊臣秀吉に改「姓」したのではない）。ただし名字と諱を直接つなげることも、歴史書などにおける略称としては皆無ではなかった。

### 高位武士の名字
前近代において、名字は必ずしも人名に必須の要素ではない。特に武士が従四位侍従以上の高位高官に上がるとかえって使われなくなり、尾張大納言、水戸中納言、加賀宰相などの通称が自署でも松平肥前守などの名字＋官名（通称）に代わって二人称・三人称でも公的名称に変更された。逆に、名字＋高位官名の土井侍従とか鍋島少将などとは言われないし、豊臣秀吉のように身分が高くなりすぎた場合も、羽柴の名字は潜在なものになり（豊臣は本姓）、名字で呼ぶのはかえって失礼で非常識だとされる。足利荘を出た後の歴代足利将軍家も、自署にはもっぱら源姓を使い、室町殿や北山殿（義満）、等持院殿（尊氏）などの通称で呼ばれており、足利の名字が実際に使われたか不明である。

### 名字と苗字
名字と苗字の区別は諸説あり、名字は領地を表し、苗字は出自を表すものとして区別されるべきとの主張があり、歴史的には「苗字＝家系・血統を示す」「名字＝屋号など家の名称を示す」といった論があるという。近世には両表記が混在しておりその区別は容易ではない。中世は名字が多く使われていたが、江戸時代に入り、武士階級の間で家の継続・血のつながりが重視されたことから、「苗裔」という語から苗字という表記が一般化、苗字表記で統一されたとされる。このため、一般には名字の表記が本来で苗字の表記は江戸時代に生まれたように説明されることも多いが、一方で、文献によっては「苗字」の方が古い表記として扱われる場合もあるという。

### 庶民の名字
古代の庶民は主に、豪族の所有民たる部曲の「○○部」という姓（本姓）を持っていた。例えば「大伴部」「藤原部」というようなものである。しかし部曲の廃止や支配者の流動とともにその大半は忘れられ、勝手に氏を名乗ることもあった。
鎌倉時代以降、武士は被支配身分の庶民を「地下人」「凡下」と呼び、名字を名乗るのを禁じていったが、南北朝動乱のなかで騎乗する者も現れる等郎党の地位が高くなり名字も名乗るようになっていき、室町時代が進むと経済的に富かになった百姓や町人のなかからも名字を名乗る者が現れていく。1483年、京都東寺の僧侶らは「近年、境内の地下人などが雅意（我意）に任せ、名字を名乗っている。先代未聞のことである。このうえは今後名字の名乗りを停止させ、万一従わない族は堅く罪科に処すべきこと」との決定をなしている。1577～1610年まで日本に滞在したジョアン・ロドリゲスは、漁師や身分の低い職人のような最下層の人々を除き、大衆は皆名字も持っていると報告している。
江戸時代には苗字帯刀が制限されたことから、庶民の多くには「苗字がなかった」と語られることがある。しかし、1952年発表の洞富雄の研究によれば、そのような時代でも私的には貧農すらも名字を持ち、行事等で使用していた事例が全国から大量に報告され、庶民に名字がなかったというわけではないとされた。苗字帯刀が身分制社会における特権であり、表立って名乗ることは許されなかったというのである。明治以降、名字を持っていなかったか不明となっていた場合には新たに「創氏」しなければならなかった際に歴史上有名な人物の名字や魚、野菜の名などを戸籍に登録した例がおもしろおかしく伝えられたので、庶民は名字を持っていなかったという「俗説」が生まれたのだと説明されている。一方で、比率はわからないものの本当に苗字のなかったものもいたと考えられている。農村上層部では名字とは別に源平藤橘等の本姓を名乗る者もあり、甲斐国の地主「依田民部源長安」（1674～1758）のように、源姓と百官名を自称する者さえいたことが確認されている。

### 女性名と夫の家の名字（一般慣習）
江戸時代の武家の女性は結婚しても実家の氏を名乗っていたとするのが、従来からの一般的な理解である。1876年3月17日太政官指令で華族から平民まで妻は「所生ノ氏」（＝実家の氏）を用いることとされる（夫婦別氏制）。しかし1898年、民法（旧法）が成立し、夫婦は家を同じくすることにより同じ氏を称することとされる（夫婦同氏制）。
本来、夫婦別姓でそれに基づいて夫婦別姓と当初定められたものの、明治期の新制度のもとで母親が夫の親族に抗して子の権利を保全するため、夫の死後あたかも家の権利を相続したかのように夫の姓を称する慣習が生まれていったこと、さらに公的手続きで夫姓にて女戸主となった場合も子の成人により家を子に引き継いだ後はそれまで通り夫姓のままであるのか所生の姓に復するのかについて混乱がみられたこと等が確認できる。結局、こういった夫姓を名乗る新たな慣習が一般化、法令にも取り込まれたものとみられる。
しかし、近年の選択的夫婦別姓制度の採否をめぐる政治的な問題もからんで、資料を調査した結果、異なる例を発見したとして、少なくとも地域・階級によっては異なる慣習もあったのではないかとする主張も現れている。下記に照会する。（ただし、日本では一部外国にあるような同姓どうしの婚姻タブーがないばかりか、親族・血族間の近親婚のタブーもかなり緩やかで、武士階級では同じ一族内での結婚が財産・権力を分散させないとしてしばしば行われたこと、農民でも同じ集落内の結婚ならば集落自体が限られた一族で建設された経緯等からそもそも集落内に同姓の者が五十人、百人といる例も多かったりすること等も考慮する必要がある。）
中世、姓（本姓）は生まれながらのものでも名字は、まだ現住所を示すようなものだった。そのため、既婚女性もその居住地の地名で「稲毛の女房」などと呼ばれた（吾妻鏡）。夫婦同名字の例と主張されている(高橋秀樹)。
また当時の文書の比較検討から、鎌倉時代には「藤原氏女」のように実家の姓（本姓）を名乗る人名表記が依然主流だったが、南北朝時代には衰退し、個人名のみを名乗るか、既婚女性は「～後家」のようにもっぱら、「妻としての名称を」名乗ることが一般化していったことが明らかにされている（細川涼一）。公家の摂関家でも正室は婚家の主要な一員と認識され、婚家の名字＋妻の社会的地位で呼ばれるようになり（例：九条尚経の娘、二条尹房正室経子＝二条北政所、伏見宮貞敦親王の娘、二条晴良正室位子女王＝二条北政所など）、これらは夫婦同名字だったと主張する者もいる（後藤みち子）。
これに対しては、女房、妻、後家などをその人自身の名前の要素と認めない立場も主張されている。このような立場からは、公的活動が認められていなかった女性には、名字は無縁の存在であり、この場合の妻の名字も夫婦別名字であったが、公儀・公務に関わりがなかった妻にとって名字は重要ではなかった、「〇〇女房△△」「〇〇内儀△△」の表示で十分であった、近世では夫婦は別名字であり既婚女性の名字認識は基本的には生家に連なったが、近世後期には婚家への帰属意識から妻が夫の名字を称する女性も現れていたにすぎないなどと主張される。
一方、妻や女房を人名の要素として認める立場からは、女性は婚姻によって何々衛門の「妻」とか「女房」という呼名を獲得し、それが公的な社会的名称になるのであって、そのような名称によらずに「みよ」のような実名で呼び捨てるのは「むしろ失礼」になるのが当時の社会通念であり、文書でしばしば妻とか女房としか書かれていないからといって、名前で呼んでもらえないからかわいそうだというのは現代人特有の偏見に過ぎないと主張されている。また現代では実名としばしば混同される仮名（けみょう）は本来固有名詞ではなく続柄を表すもので、「太郎」は長男、「大姫」は長女、「小太郎」は太郎の長男の字義であり、いわゆる北条時宗の実際の名称である「相模太郎」は相模守の長男という意味に過ぎない（庶兄を含めれば実際には次男）。
平安～鎌倉時代には女性が出自の姓(本姓)を用い文書に署名している例は多いが、家社会となった中世後期以降は女性は家長との続柄で表示するのが通例で史料で女性の名字を確認するのは困難とされる。ただ、まれには女性が明らかに名字を冠した文書に登場することもあり、室町時代の丹波国山国荘の百姓の文書には夫婦同苗字の記録が三例ほど存在する。井戸村の江口家が菩提寺に寄進で「江口沙弥道仙禅門、同妙珠禅尼夫婦」と記したケース、同荘枝郷の下黒田村の坊家において、夫婦が娘に田地を与える譲り状に「坊姫・坊又二郎」と署名したケース、同村の鶴野兵衛二郎が井本家に嫁いだ姉の「さいま」に山林を譲った宛所が「井本さいま」となっていたケースの事例から、少なくとも同地では夫婦同名字が一般的だったとされる。
幕末の歌人竹村多勢子のように婚姻後も実家の名字を署名した例が散見される。しかし、それが掲載されている『平田先生門人姓名録』では、生家の名で登録されている既婚女性が多勢子含め5名であるのに対し、婚家の名で登録されているのは10名であるため、多勢子の例をもって、夫婦異名字が原則だったというのは疑問だとの批判がある(柴桂子)。
中世が夫婦同名字だったとすると、なぜ近世に別名字の事例も登場したか問題となるが、家名としての名字が父子相承され父系血統の標識たる氏(本姓)と同化したことへの表れではないかという説がある（大藤修）。
当時の女性は公的文書では「諏訪宇右衛門娘 きた」「百姓儀右衛門女房 しげ」「大和屋宇蔵同家母 まさ」などと呼ばれ、女性の人名表記は父や夫や息子などの当主の名称と続柄で記載するのが一般のため、現代のように婚姻により名字が変わる・変わらないという観点が無い。ただし、神職の女性は「安藤織枝」「入江磐野」「井上美雪」「生野美支」のように、現代と同じような名字＋名前の形式で名前を得ることがあり、婚姻した場合も「設楽筑前前妻設楽伊勢」のように明らかな夫婦同名字が多数派であり、「稲垣寿作」の妻が「遠山内匠」であるような夫婦別名字例は少数にとどまっている。

## 明治以後の名字
明治新政府も幕府同様、当初は名字の公称を許可制にする政策をそのまま維持していた。幕府否定のために慶応4年9月5日（1868年10月20日）幕府から「公称」を認められていた富農ら一部の農民町人の名字を全て禁止した。慶応4年1月27日（1868年2月20日）には、鳥羽・伏見の戦いにより徳川慶喜が朝敵(後に華族)となったのを受けて、江戸幕府から賜った「松平」の名字を用いることを禁止した。これによって、非一族全家が松平の名字を廃棄して賜姓前の名字に戻し、徳川分家の一部も改称した 。その一方、明治政府功績者には、名字公称と帯刀を認めることもあった。明治2年7月（1869年8月）以降、武家政権より天皇親政に戻ったことから、「大江朝臣孝允木戸」のように姓（本姓）を名乗ることとした時期もあった。
明治3年（1870年）になると法制学者の細川潤次郎や、戸籍制度による近代化を重視する大蔵省の主導により、庶民への名字公称を原則禁じる政策は転換された。同年9月19日（10月13日）の太政官布告第608号「平民苗字許可令」で平民全体への名字公称を許可した。戦後に9月19日が「苗字の日」であるのは、これに由来している。これは「上下の区別」を重視した江戸時代社会において、幕府によって創設した身分標識機能の格式の破棄が目的で、一般庶民への名字の公称許可を政府(幕府)が特別に与えるものだったのをやめ、自由化したのであった。 しかし、庶民側の必要に応じたものではなく、庶民にとっては名字は人名として必要不可欠なものではなかったので、その結果、名字を名乗るも名乗らないも各自の勝手状態になった。普及しなかった理由については、民衆の間に「税金を多く取られるようになるのではないか」という警戒感があったためとする説がある。
明治4年10月12日（1871年11月24日）には姓尸（セイシ）不称令が出され、以後日本人は公的に姓（本姓）を名乗ることはなくなった。氏・姓は用語も混乱していたが、この時点で太政官布告上は、源平藤橘や大江などのいわゆる氏（ウジ、本姓）は「姓」、朝臣、宿禰などの姓（カバネ）は「尸」というように分類したのである。つまり、その後も用語の混乱はあるが、現行日本民法・戸籍法の「氏」とは姓（本姓、氏姓、源平藤橘）ではなく北条・足利・徳川などの名字（苗字）である。
明治5年5月7日（1872年6月12日）の「通称実名を一つに定むる事」（太政官布告第149號）により公的な本名が一つに定まり、登録された戸籍上の氏名は、同年8月24日（9月26日）の太政官布告により、簡単に変更できなくなった。
明治8年（1875年）2月13日の平民苗字必称義務令により、国民はみな公的に名字を持つことになった。
「自今必ず苗字を相唱うべく、もっとも祖先以来の苗字不分明の向は新たに苗字を設くべし」という太政官布告で、全日本国民への公称名字を義務化させた。これからは必ず名字を名乗りなさい、祖先以来の名字が分からない者は、新たに名字をつけなさいという意味である。その直前の同年1月、徴兵制度(明治6年施行)を厳格に実行する上で、陸軍省から「兵籍取調べ上支障がある」として「（苗字を）必ず用いるよう布告願いたい」と太政官に伺いがあり、依然として名字を使用していない平民が多いという事実は管理に不都合と政府が判断し、国民一人一人に名字使用を強制する布告であった。明治になって名字を届け出る際には、自分で名字を創作して名乗ることもあった（たとえば与謝野鉄幹の父・礼厳は先祖伝来の細見という名をあえて名乗らず、故郷与謝郡の地名から与謝野という名字を創作した）。僧侶や神官などに適当につけてもらうということもあったが例は少ない。

### 妻の名字（法的扱い）
婚姻後の妻の名字については、明治8年（1875年）、石川県から、嫁いだ婦女は終身その生家（実家）の名字とするか、夫の家の名字を称するのかとの伺があり、同年11月9日、内務省は判断に困り太政官伺を出した。
その結果、明治9年（1876年）3月17日の太政官指令として、妻の名字は「所生ノ氏」つまり婚前のものとし夫婦別名字とされた。妻を含めない狭義の家族概念(血族者のみ)があり、妻自身の出身の血縁を重視した江戸時代の支配者層(武士、村落支配者、豪商など)の意識の延長があったのが理由であるとの見方と、明治政府が王政復古を建前としていたため、苗字を律令制のウヂカバネに見立てようとする政府内復古派の主張を無視できず、社会実態である夫婦同名字制を基本方針にしようとした大久保利通ら現実派が一時的に屈したとする見方がある。この指令には全国の地方官庁から疑問や批判が出された。戸籍実務の扱いも地方ごとに対応が分かれたが、妻の名字を記載しないものが多数であった。前近代日本では、人は同時に複数の名前を持ち、人名は時場所文脈に応じていくらでも変動しうるもので、現代のように戸籍上の名字と実名のみを唯一の名前とするような発想がなく、夫婦が同名字か別名字かは極めて近代的問題であった。
一方で、箕作麟祥らの起草に成る明治10・11年の民法の草案では「妻は其夫の姓を用ふ可し」と規定（188条）、その後の草案および法典は一貫して夫婦同名字規定を採用している。その後の各草案でも、妻は夫の血族ではないが夫に従うべき者で夫婦は同名字であり、妻を家族に含める広義の家族概念でとらえている。これは不平等条約改正の必要から欧米の法典が参考にされたのでキリスト教的な夫婦一体論の影響がうかがわれると主張する論者もいるが、明治初期の民法編纂はもっぱら国内法統一を目的としたものであるうえ、明治6年以降こと家族法に限っては外国法の模倣ではなく、あくまで日本慣習を基礎にすべきという方針が確立したともされ、現に明治政府が名字の下に名前を置く人名表記を正式なものとして認め、ヨーロッパ式の個人名の後に家族名を続ける人名形式を採らなかったことはその現れとも指摘される。明治民法起草委員の梅謙次郎も、法典調査会の説明で外国法の影響を否定し、夫が氏を変える日本独自の入夫婚や婿養子慣習を明文化すべきことを強調している。
幕末の1847年生まれの井上操は、明治23年(1890年)の論文で、夫婦同氏制を正式採用した明治23年旧民法につき、確かに古代とは異なるが、「然れども幕府以来実際は夫の氏を称し、現に今も夫の氏を称し戸籍実務の如きも別に実家の氏を示さず」と指摘し、夫婦同名字規定が当時の実態に従ったものであることを説明している。同年の『女学雑誌』242号に掲載された「問答（細君たるものの姓氏の事）」でも、「およそ夫あるの婦人は、多くその夫の家の姓を用ひおる様に侍るが、右はいかがのものにや」とされており、実態として多くの妻が便宜上、夫の家の名字を用いていることが明らかにされている。
折井美耶子は、明治政府の指令如何にかかわらず、「妻が生家の氏を名乗ること」は士族層には儒教的伝統慣習であり、氏の公称が許されてなかった平民たちは旧例を知らず、夫の家の氏を名乗るのはむしろ「〇〇夫人」として呼ばれることで西欧的夫婦一体感を主張する新しい慣習として考えられていたとの説を唱えている。
嫁入り婚と婿入り婚があった婚姻の慣習の観点から、明治23年法律第98号（旧民法）人事編第243条2項は「戸主及び家族は其家の氏を称す」としており、同民法は民法典論争で施行が延期されたが、この条文は明治31年法律第9号（明治民法）第746条にそのまま継承された。
1898年の明治31年民法を立案した法典調査会委員で江戸時代生まれの富井政章と横田国臣(1894年)、梅謙次郎(1910年)、奥田義人(1899年)らは同様に、夫婦同名字規定は、当時の日本の慣習の立法化だという主張をしているが、江戸時代以前に関する限り「法律家の誤判」だという後世の歴史家の主張もある（洞富雄）。
戦後の新しい憲法に立脚して「家」制度が法的にはなくなった。 明治民法の改正作業が始められた当初、 妻の名字への同名字は例外的に認める夫優位の夫婦同名字案であったが、 両性の平等に反するという主張もあり 「夫婦は、婚姻の際に定めるところに従い、夫又は妻の氏を称する」(民法750条 昭和22年公布(1947年))となった。

## 外来名字
明治になり日本を訪れた外国人が帰化する者が現れるようになり、エドワード・ハズレット・ハンターの息子であるHansaburo Hunterは、日本国籍を回復する際に「範多範三郎」と改名している。
現代になって国際化がすすむにつれて日本に帰化する外国人が必ずしも「日本風」の氏名でなくても許可されるようになり、アメリカ人だったドナルド・キーンは「キーン ドナルド」、大相撲の朝赤龍太郎は「バダルチ　ダシニャム」で日本国籍を取得している。
漢字による新たな名字も作られている（鼓呂雲恵理駆、三都主アレサンドロ、白鵬翔）など。
外国人と結婚して氏を改める（1984年戸籍法改正）例も増え、外国由来の名字を持つ日本人が増えてきている。中でも中東圏は父親の名字を継承する習慣があるため、日本人女性と結婚し日本国籍を取得しても、アラビア語やペルシャ語の名字をそのままカタカナ表記で使用している事が多い（ダルビッシュ有の父親など）。

## 幽霊名字
近年刊行されている雑学本や名字関連の本に記載されている珍姓・奇姓・難読姓には、架空のものや江戸時代の戯書から引用されたものが多い。このように実在が確認できない名字の存在は佐久間英が「お名前風土記」（読売新聞社、1971）で指摘していたが、森岡浩はそれに「幽霊名字」という名称を与えた。森岡は、これらの幽霊名字がないことを証明するためにはすべての戸籍を調べる必要があるため困難であり、また名字関連の本に自分の名字が記載されていなければ読者から苦情が来るが、存在しない名字が掲載されていても苦情が来ることはないため、なかなか消すことができない、としている。
森岡によれば、一番長い名字は5文字の「左衛門三郎」（さえもんさぶろう）と「勘解由小路」（かでのこうじ）の二つだけで、これ以外の「十二月三十一日（ひづめ）」などは実在しない、つまり幽霊名字だという。
上記のように帰化した外国人により新たな名字が作られるため、幽霊名字が出現する可能性もある。